# Diosaccus borborocetus
Diosaccus borborocetus är en kräftdjursart som beskrevs av Jakobi 1954. Diosaccus borborocetus ingår i släktet Diosaccus och familjen Diosaccidae. Inga underarter finns listade i Catalogue of Life.